# Большой козодой
Большой козодой (лат. Caprimulgus indicus) — вид птиц. Распространен в Бангладеш, Индии и на Шри-Ланке. В России встречается в Забайкалье и на Дальнем Востоке.

## Описание
Длина 21—24 см, шри-ланкийская популяция мельче. Приводимый для этого вида крик uk-krukroo в книге авторов Ali и Ripley Handbook ошибочен. В реальности он принадлежит сове Otus sunia.

## Поведение
Активны в сумерки.
Брачный сезон в Индии длится с января по июнь, на Шри-Ланке с марта по июль. Родители высиживают яйца 16-17 дней.